# Yuya Nagatomi
Yuya Nagatomi (永冨 裕也 Nagatomi Yuya?), född 30 juli 1982 i Fukuoka prefektur, är en japansk före detta fotbollsspelare.
Nagatomi började sin karriär 2005 i Ehime FC. 2007 flyttade han till ALO's Hokuriku (Kataller Toyama). Han avslutade karriären 2011.